# Френсіс (Оклахома)
Френсіс (англ. Francis) — місто (англ. town) в США, в окрузі Понтоток штату Оклахома. Населення — 244 особи (2020).

## Географія
Френсіс розташований за координатами 34°52′27″ пн. ш. 96°35′34″ зх. д. / 34.87417° пн. ш. 96.59278° зх. д. (34.874238, -96.592646).  За даними Бюро перепису населення США в 2010 році місто мало площу 1,41 км², уся площа — суходіл.

### Клімат
| Клімат : Френсіс      | Клімат : Френсіс | Клімат : Френсіс | Клімат : Френсіс | Клімат : Френсіс | Клімат : Френсіс | Клімат : Френсіс | Клімат : Френсіс | Клімат : Френсіс | Клімат : Френсіс | Клімат : Френсіс | Клімат : Френсіс | Клімат : Френсіс | Клімат : Френсіс |
| Показник              | Січ.             | Лют.             | Бер.             | Квіт.            | Трав.            | Черв.            | Лип.             | Серп.            | Вер.             | Жовт.            | Лист.            | Груд.            | Рік              |
| Середній максимум, °C | 10,2             | 13,2             | 18,5             | 23,7             | 27,2             | 31,1             | 34,2             | 34,2             | 29,8             | 24,5             | 17,6             | 11,9             | 23,0             |
| Середній мінімум, °C  | −2,5             | −0,2             | 4,7              | 10,1             | 14,5             | 18,8             | 21,4             | 20,6             | 16,6             | 10,6             | 4,7              | −0,7             | 9,9              |
| Норма опадів, мм      | 38               | 56               | 84               | 89               | 142              | 104              | 61               | 74               | 114              | 107              | 71               | 51               | 988              |
| --------------------- | ---------------- | ---------------- | ---------------- | ---------------- | ---------------- | ---------------- | ---------------- | ---------------- | ---------------- | ---------------- | ---------------- | ---------------- | ---------------- |
| Джерело: weather.com  |                  |                  |                  |                  |                  |                  |                  |                  |                  |                  |                  |                  |                  |

## Демографія
Згідно з переписом 2010 року, у місті мешкало 315 осіб у 121 домогосподарстві у складі 91 родини. Густота населення становила 223 особи/км².  Було 140 помешкань (99/км²).
Расовий склад населення:
| - 76,5 % — білих - 16,5 % — корінних американців - 2,2 % — чорних або афроамериканців - 0,3 % — азіатів |

До двох чи більше рас належало 4,4 %. Частка іспаномовних становила 4,8 % від усіх жителів.
За віковим діапазоном населення розподілялося таким чином: 25,1 % — особи молодші 18 років, 60,9 % — особи у віці 18—64 років, 14,0 % — особи у віці 65 років та старші. Медіана віку мешканця становила 36,1 року. На 100 осіб жіночої статі у місті припадало 98,1 чоловіків;  на 100 жінок у віці від 18 років та старших — 98,3 чоловіків також старших 18 років.
Середній дохід на одне домашнє господарство  становив 46 112 долари США (медіана — 41 250), а середній дохід на одну сім'ю — 49 423 долари (медіана — 42 250). Медіана доходів становила 30 250 доларів для чоловіків та 28 750 доларів для жінок. За межею бідності перебувало 18,7 % осіб, у тому числі 31,7 % дітей у віці до 18 років та 9,7 % осіб у віці 65 років та старших.
Цивільне працевлаштоване населення становило 120 осіб. Основні галузі зайнятості: освіта, охорона здоров'я та соціальна допомога — 23,3 %, виробництво — 20,0 %, транспорт — 9,2 %, науковці, спеціалісти, менеджери — 7,5 %.